# Прато-Сезия
Прато-Сезия (итал. Prato Sesia) — коммуна в Италии, располагается в регионе Пьемонт, в провинции Новара.
Население составляет 1999 человек (2008 г.), плотность населения составляет 161 чел./км². Занимает площадь 12 км². Почтовый индекс — 28077. Телефонный код — 0163.
Покровителем населённого пункта считается святой San Bernardo.

## Демография
Динамика населения:

## Администрация коммуны
- Официальный сайт: http://www.comune.prato-sesia.no.it/ Архивная копия от 12 июля 2010 на Wayback Machine